# Moruga insularis
Moruga insularis là một loài nhện trong họ Barychelidae. Loài này phân bố ờ Queensland.